# ボウルズ

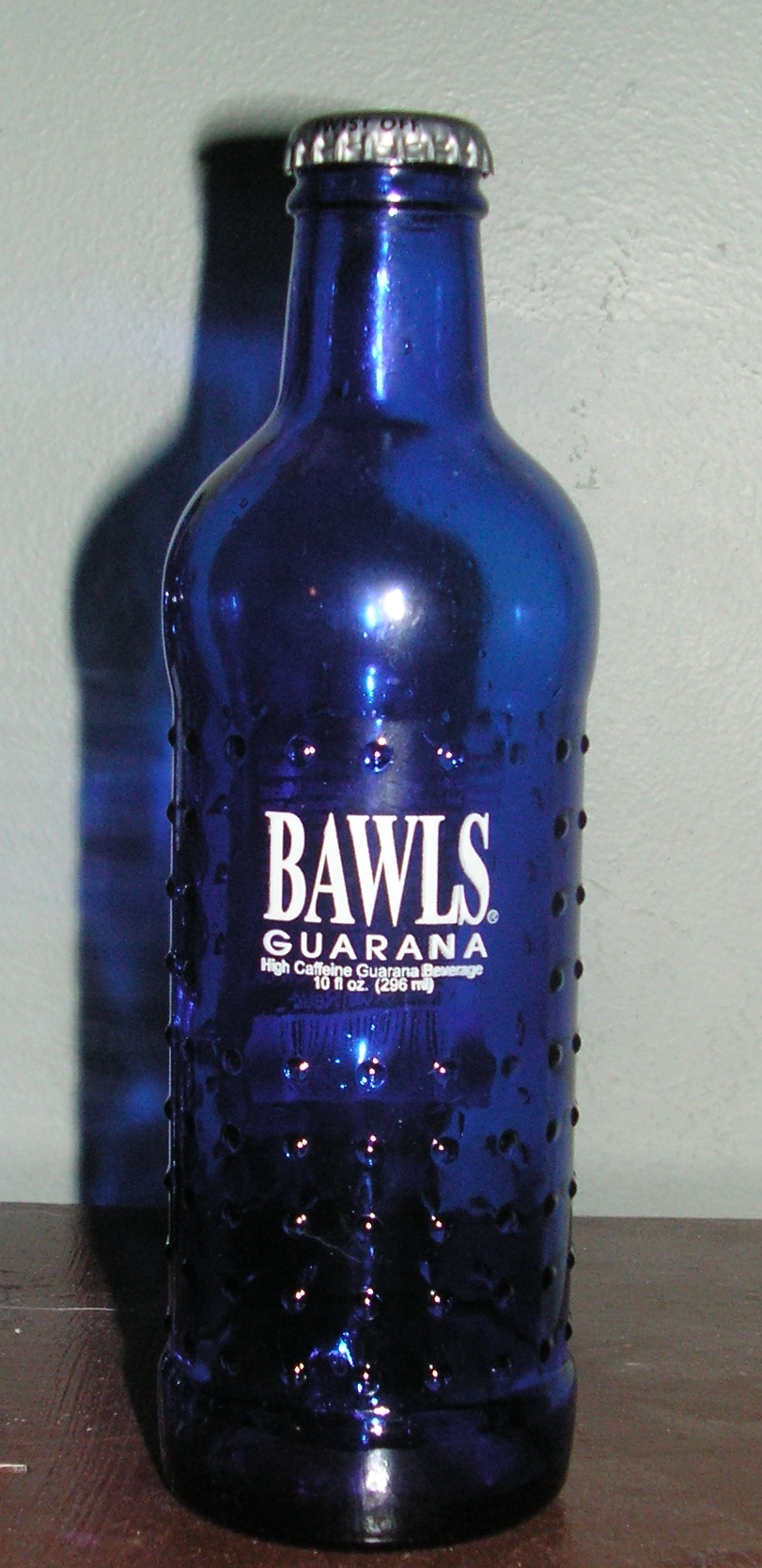
Bawls Guaranaのボトル

ボウルズ (Bawls) は、1997年から発売されている高カフェイン飲料である。
ガラナから抽出したカフェインを配合しており、レッドブルと並び、アメリカのナイトクラブでゲーマーやギークに人気がある。
なお、日本では食品衛生法上、輸入が認可されていない添加物が使用されていることを理由に輸入を規制。国内唯一の正規代理店であったビレッジセンターも2006年8月で販売を終了している。